# 布靈根式

實係數下布靈根式的圖

布靈根式（英語：Bring radical）或是超根式（英語：ultraradical）是代數术語。布靈根式不是一般意義下的根式（n次方根，或“单位根”），複數a的布靈根式可以用{\displaystyle \mathrm {BR} (a)}表示，是指以下五次方程的解
{\displaystyle x^{5}+x+a=0\,}
對應一複數a的布靈根式，是上述方程式五個解中的一個（因此是多值函數）一般會選擇布靈根式的根，使得實數的布靈根式為正值，而且在實數線附近可解析。布靈根式在复平面上有四個分支點，因此無法定義為複數平面上的連續函數，其連續域需要排除其分支切割。
布靈根式是由厄蘭·塞缪爾·布靈發明的，喬治·傑拉德證明有些五次方程可以用n次方根及布靈根式求解，因此可以用在一些五次方程的闭合形式解中。
此條目中。a的布靈根式表示為{\displaystyle \operatorname {BR} (a).}。若a是實數，此函數是奇函數、單調遞減且無界，在{\displaystyle a}很大時，其漸近行為{\displaystyle \operatorname {BR} (a)\sim -a^{1/5}}。

## 級數表示
布靈根式的泰勒级数，以及以广义超几何函数的表示式可以用以下方式推導。方程{\displaystyle x^{5}+x+a=0}可以寫成{\displaystyle x^{5}+x=-a.}，若令{\displaystyle f(x)=x^{5}+x}，想要的解是{\displaystyle x=f^{-1}(-a)=-f^{-1}(a)}，因為{\displaystyle f(x)}是奇函數。
{\displaystyle f^{-1}}的級數可以用{\displaystyle f(x)}泰勒级数（就是{\displaystyle x+x^{5}}）的反算來得，令
{\displaystyle \operatorname {BR} (a)=-f^{-1}(a)=\sum _{k=0}^{\infty }{\binom {5k}{k}}{\frac {(-1)^{k+1}a^{4k+1}}{4k+1}}=-a+a^{5}-5a^{9}+35a^{13}-285a^{17}+\cdots ,}
其中係數的絕對值形成整數數列線上大全中的A002294。數列的收敛半径為{\displaystyle 4/(5\cdot {\sqrt[{4}]{5}})\approx 0.53499.}。
布靈根式的超几何函数形式可以寫成：
{\displaystyle \operatorname {BR} (a)=-a\,\,_{4}F_{3}\left({\frac {1}{5}},{\frac {2}{5}},{\frac {3}{5}},{\frac {4}{5}};{\frac {1}{2}},{\frac {3}{4}},{\frac {5}{4}};-5\left({\frac {5a}{4}}\right)^{4}\right).}

## 外部連結
- 埃里克·韦斯坦因. . MathWorld.
- 埃里克·韦斯坦因. . MathWorld.